# Altes Schloss (Rottenbauer)
Das Alte Schloss, auch Rebstocksches Schloss genannt, war eine spätmittelalterliche Burg, die zu Beginn des 16. Jahrhunderts als Schloss ausgebaut und zu Beginn des 20. Jahrhunderts abgerissen wurde. Sie war der erste Adelssitz in Rottenbauer, heute Stadtteil von Würzburg in Unterfranken, Bayern.

## Lage
Der Herrschaftssitz lag wenige Meter südlich des heutigen Unteren Schlosses in Rottenbauer. Die Niederungsburg wurde nach ihrer Form und Lage als Wasserburg angelegt.

## Geschichte
Die Burg oder das bereits ummauerte Feste Haus entstand im 12. bzw. 13. Jahrhundert. 1376 wurden als Burgbesitzer die Ortsherren, die Familie von Rebstock, urkundlich erwähnt.
Ab 1430 kam der Ort in den Besitz der fränkischen Uradelsfamilie Wolffskeel. 1505 erweiterte Wolf von Wolfskeel das Alte Schloss. Seine Nachkommen Hans und Jacob von Wolfskeel teilten 1569 in einem Familienerbvertrag Schloss und Anwesen. Nördlich des damaligen Schlosstors ließen sie um 1575 das spätere Untere Schloss errichten und Ende des 16. Jahrhunderts im Renaissancestil ausbauen.
Die Rottenbaurer Linie der Wolfskeels starb 1801 mit Johann Philipp Jakob Heinrich von Wolfskeel im Mannesstamm aus. Im Testament vermachte dieser sowohl das Untere als auch das Obere Schloss als Fideikommiss seinen Töchtern Amalia von Redwitz und Johanna Groß von Trockau. Diese Testamentsverfügung wurde jedoch in einem bis 1878 dauernden Prozess von der Reichenberger Reichsfreiherrenlinie der Wolfskeel angefochten; am Ende des Rechtsstreits ging das Untere und Alte Schloss an die Reichenberger Linie der Wolfskeels, das Obere Schloss an die Familie von Redwitz.
19 Jahre später, im Jahr 1897, wurde das Untere und Alte Schloss an die Landwirtsfamilie Herbolsheimer veräußert, die das Alte Schloss zu Beginn des 20. Jahrhunderts, als es vermutlich baufällig war, niederlegen ließ, um auf dem Gelände einen Bauern- bzw. Gutshof bauen zu können. Daneben wurde eine Scheune errichtet.

## Beschreibung
Das Anwesen war ein rechteckiger Baukörper von etwa 35 auf 40 Metern. Seine Grundmauern werden noch unter der alten Scheune bzw. der Hoffläche vermutet. Genauere Angaben zur Baustruktur des Anwesens sind nicht bekannt.
Die südlichen Wehrmauern, die in Teilen erhalten sind, werden zu den Bauten des Alten Schlosses gezählt.
Der Burgstall Altes Schloss ist Teil des bayerischen Bodendenkmals D-6-6225-0368 Archäologische Befunde im Bereich des befestigten frühneuzeitlichen ehemaligen Unteren Schlosses in Rottenbauer mit mittelalterlichem Kern.

## Heutige Nutzung
Das Alte Schloss ist nur noch als Burgstall vorhanden. Die Wirtschaftsbauten südwestlich des Unteren Schlosses und nahe seiner Lage wurden für Wohnungen mit angepasster Architektur zu Beginn des 21. Jahrhunderts umgebaut. Eine archäologische Ausgrabung und die Fixierung der Grundmauern des Alten Schlosses sind nicht zu erwarten.